# Опълчение
Опълче́нието е термин, имащ обикновено следните значения:
1. народно – стихийни народни формирования за защита от врагове и поробители;
2. държавно – резерв на въоръжените сили, който се свиква само по времето на война. Има спомагателно значение и е съставено от лица, отбили срока на задължителната срочна или безсрочна военна служба или по някаква причина освободени от служба в постоянната войска, но физически годни за военно дело.

Държавното опълчение в Русия съответства на ландштурма в Германия и Австрия, в Англия е милиция.

## История на опълчението
В древността само при номадските народи всички са били способни да носят оръжие и да влизат в бой с враговете; при уседналите народи обикновено във военни действия се е включвала само част от населението, но във времена на обществена опасност, за защита на своята земя и суверенитет, се е мобилизирал целият народ. В периода на развития феодализъм, при господството на натурално стопанство, основната част от войската носила черти на опълчение (например службата на васала към господаря често е била ограничена до 40 дни в годината). Свикването на народните опълчения (Heerbann, Arrière-ban), предимно с отбранителна цел, продължавал както в Средните векове, така и в следващите периоди, даже след образуване на постоянните армии.